# Lleó V Dadiani
Lleó V Dadiani fou mtavari de Mingrèlia, Abkhàzia, Svanètia i Letxkúmia. Va néixer a Zúgdidi el 1793 i era fill de Grigol Dadiani, al qual va succeir després del seu assassinat sota regència de la mare Nina. Quan tenia 9 anys va ser capturat i empresonat a Anaklia per Kelesh-Ahmad Bey, príncep Xarvaixidze d'Abkhàzia (1802) i, per tant, la successió del pare es va fer en absència. Rússia va obligar a alliberar-lo el 2 d'abril de 1805 i el 1806 va ser declarat major d'edat i va ratificar el protectorat rus. El 1837 va rebre al tsar Nicolau I a Zúgdidi. El 1840 va abdicar a favor del seu fill gran David Dadiani. Va morir a Zúgdidi el 30 de juliol de 1846.